# هانستانتون
latitudeهانستانتونlongitudeهانستانتون
هانستانتون (به انگلیسی: Hunstanton) یک شهرک در بریتانیا است که در انگلستان واقع شده‌است.

## خصوصیات
هانستانتون ۶٫۰۷ کیلومترمربع مساحت و ۴٬۹۶۱ نفر جمعیت دارد.